# Hockeria gallicola
Hockeria gallicola is een vliesvleugelig insect uit de familie bronswespen (Chalcididae). De wetenschappelijke naam is voor het eerst geldig gepubliceerd in 1984 door Prinsloo.